# Kostas Papaioannou
Kostas Papaioannou, nascut a Volos (Grècia) el 1925 i mort a París el 1981 va ser un filòsof francès d'origen grec. També era historiador de l'art grec. Era especialista de l'obra de Hegel, de Karl Marx i del marxisme en general.

## Biografia
A partir de 1941, es va incorporar a la resistència grega contra els nazis i va abandonar el seu país natal el 1945, en companyia d'altres joves intel·lectuals com Kostas Axelos i Cornelius Castoriadis. Es va traslladar a França a partir del 1950. Relacionat amb Raymond Aron, Octavio Paz i Boris Souvarine, es va fer amic de molts artistes, escriptors i intel·lectuals, entre els quals Alain Besançon, Jean Blot, Yves Bonnefoy, Sergio de Castro, Jean-Claude Casanova, Francois Furet, Pierre Hassner, Eugene Ionesco, Jean-Clarence Lambert, Pierre Nora, Alain Pons o Claude Roy.
Crític del totalitarisme, també va contribuir a la història del marxisme i a la traducció de textos fonamentals de Marx, Engels i Hegel. Alguns dels seus assajos han estat publicats pòstumament per Alain Pons.

## Principals publicacions
- Hegel, présentation, choix de textes, bibliographie, par Kostas Papaïoannou, Paris, Seghers, 1962.
- Marx et les marxistes, textes choisis et présentés par Kostas Papaioannou, 1965, Gallimard, (plusieurs rééditions).ISBN 978-2070758081
- De Marx et du marxisme, (avec une préface de Raymond Aron) Gallimard, 1983. ISBN 978-2070255368
- (et al.), L'Art grec, Paris, Éditions Mazenod, 1972.
- La Consécration de l'Histoire : essais, avant-propos d'Alain Pons, Paris, Éditions Champ libre, 1983. ISBN 2-85184-140-8
- La Civilisation et l'art de la Grèce ancienne, préface d'Alain Pons, nouvelle éd., Paris, Librairie générale française, 1989.
- De la critique du ciel à la critique de la terre, éditions Allia, Paris, 1998.
- Hegel et Marx : L'Interminable débat, éditions Allia, Paris, 1999; c'est une édition séparée de l'introduction à la traduction faite par Papaioannou de  la critique de l'État hégélien de Karl Marx.
- L'Idéologie froide : essai sur le dépérissement du marxisme, 1967, nouvelle éd., Paris, éditions de l'Encyclopédie des Nuisances, 2009.